# Bombus hortulanus
Bombus hortulanus är en biart som beskrevs av Smith 1904. Den ingår i släktet humlor och familjen långtungebin. Inga underarter finns listade.

## Beskrivning
Honorna (drottning och arbetare) har svart huvud, mellankroppens ovansida varmgul med ett svart band mellan vingbaserna, svarta sidor och undersida. Första tergiten vanligtvis svart, tergit 2 antingen svart eller varmgul, tergit 3 vanligen varmgul i framänden, svart i övrigt (det förekommer även att hela tergiten är svart), och resten, tergit 4–6, vitaktig. Vingarna är bruna, ofta i ett fläckigt mönster.
Hanen har svart huvud med inblandning av gula hår på hjässa och ansikte, mellankroppens ovansida gul till varmgul med ett svart band mellan vingbaserna, svarta sidor och undersida. Första tergiten är antingen helsvart eller med en blandning av svarta och gula hår, tergit 2 från helt svart över svart med gula markeringar till nästan helt gul, tergit 3 antingen helt svart eller gul med svarta sidor, tergit 4 och 5 svarta, den senare med vitaktig päls i den bakre änden, och tergit 6 till 7 vitaktiga.
Drottningen har en kroppslängd på omkring 21 mm, arbetarna 13 mm och hanarna 14 mm.

## Ekologi
Arten är en obligat höghöjdsart som förekommer i buskterräng på höjder mellan 760 och 3 800 m. Den har påträffats på ärtväxter.

## Utbredning
Utbredningsområdet omfattar nordligaste Sydamerika, från Ecuador (provinserna Guayas, Oriente och Tungurahua) norrut genom Colombia (departementen Cundinamarca, Bolívar och Magdalena) till Venezuela, där den endast har påträffats någon gång i delstaten Mérida.

## Hotstatus
Arten är dåligt studerad, och Internationella naturvårdsunionen (IUCN) klassificerar den därför under kunskapsbrist (DD). Emellertid betraktar IUCN arten som naturligt sällsynt, och anger dessutom som ett möjligt hot habitatförlust genom avverkning och uppodling av de bergsområden där humlan normalt lever.